# Katukina (jezična porodica)
Catuquinean (privatni kod: catu; Katukinan), porodica indijanskih jezika u džunglama zapadnog bazena Amazone, u brazilskim državama Amazonas i Acre. Ova plemena zbog izoliranosti slabo su poznata. 
Predstavnici su: Amena-Diapá, Ben-Diapá, Burué, Canadiapa, Kadiú-Diapá ili Cadiudiapa, Kadekili-Diapá ili Caduquilidiapa, Hon-Diapá (Hondiapa), Kanamari (s Wiri-diapá ili Uiridiapa), Katawixi (Catauichi), Katukina ili Katukina do Jutaí (Pidá-Djapá), Kutiá-diapá, Marö-Diapá (Marodiapa), Parawa ili Paraua, Tauaré ili Tawarí, Tsohom Djapá, Ururu-dyapá (Ururudiapa), Wadyo-parani-dyapá ili Uadioparanindiapa. Katukina vlastiti se ne smiju pobrkati s Panoan plemenom Katukina do Juruá.
Charles A. Zisa (1970) ima na popisu jezike: catuquino, Tauaré (s uadioparanindiapá, caduquilidiapá), catauichí, barue (burue?), canadiapá, amenadiapá, uiridiapá, paraua, beñdiapá, canamari, cadiudiapá, tucúndiapá, marödiapá, hondiapá, ururudiapá i catuquina.

## Jezici
Na popisu su 3 jezika
- Kanamari [knm] (Brazil)
- Katawixi [xat] (Brazil)
- Katukína [kav] (Brazil)

## Vanjske poveznice
- Ethnologue (14th)
- Ethnologue (15th)
- Familia Katukinan